# صلاح محسن
صلاح محسن (ولد في 9 يناير 1998)، هو لاعب كرة قدم مصري يلعب في نادي سيراميك كليوباترا كمهاجم. انضم صلاح للنادي الأهلي في عام 2018 أثناء الانتقالات الشتوية ويلعب حاليآ في النادي المصري البورسعيدي

## مسيرته مع الأندية

### إنبي
تم تصعيد صلاح محسن للفريق الأول في نادي إنبي في موسم 2016-2017 عن طريق المدير الفني وقتها هاني رمزي، لكنه لم يشارك معه في أي مباراة، ولعب رسميًا مع الفريق الأول لإنبي مع المدير الفني علاء علي.

### الأهلي
انضم صلاح محسن للنادي الأهلي في عام 2018، وشارك معهم في 4 مباريات، وسجل هدفا واحدا إلى الآن. سجل صلاح محسن رقما قياسيا عند انتقاله للأهلي حيث يعد وقتها اغلي لاعب مصري محليا بقيمة صفقة بلغت نحو 38 مليون جنيه مصري

## مسيرته مع المنتخب
شارك مع المنتخب الأوليمبي تحت قيادة شوقي غريب في ثلاثة مباريات ودية، أمام تونس والجزائر، واستطاع أن يحرز هدفين، وشارك كذلك في مباراتين أمام السعودية. وانضم لمنتخب المحليين وشارك في مباراة واحدة.
لعب أول مباراة له مع منتخب مصر الأول يوم 8 سبتمتبر 2018 وكانت أمام النيجر في تصفيات كأس الأمم الأفريقية 2019، حين دفع به المدير الفني خافيير أجييري بديًلا في الدقيقة 57 بدلا من مروان محسن. وبعد نزوله بـ16 دقيقة سجل أول أهدافه الدولية. وانتهت المباراة بفوز مصر 6–0.

## إحصائيات مشاركاته
آخر تحديث في 3 يوليو 2018

### مع الأندية
| الفريق | الموسم    | الدوري  | الدوري | الكأس   | الكأس | البطولات القارية | البطولات القارية | بطولات أخرى | بطولات أخرى | الإجمالي | الإجمالي |
| الفريق | الموسم    | مشاركات | أهداف  | مشاركات | أهداف | مشاركات          | أهداف            | مشاركات     | أهداف       | مشاركات  | أهداف    |
| ------ | --------- | ------- | ------ | ------- | ----- | ---------------- | ---------------- | ----------- | ----------- | -------- | -------- |
| إنبي   | 2016–2017 | 16      | 3      | 2       | 0     | —                | —                | —           | —           | 18       | 3        |
| إنبي   | 2017–2018 | 18      | 7      | 1       | 0     | —                | —                | —           | —           | 19       | 7        |
| إنبي   | الإجمالي  | 34      | 10     | 3       | 0     | —                | —                | —           | —           | 37       | 10       |
| الأهلي | 2017–2018 | 7       | 2      | 1       | 0     | 3                | 0                | 0           | 0           | 11       | 2        |
| الأهلي | الإجمالي  | 7       | 2      | 1       | 0     | 3                | 0                | 0           | 0           | 11       | 2        |

### الاهداف الدولية
النتائج والنتائج تدرج أهداف مصر أولاً.
| رقم. | التاريخ       | المكان                          | المشاركات | الاهداف | النتيجة | المنافسة                 |
| ---- | ------------- | ------------------------------- | --------- | ------- | ------- | ------------------------ |
| 1.   | 8 سبتمبر 2018 | ملعب برج العرب، الإسكندرية، مصر | النيجر    | 4–0     | 6–0     | 2019 كأس الأمم الأفريقية |

## روابط خارجية
- صلاح محسن على موقع إي إس بي إن إف سي (الإنجليزية)
- صلاح محسن على موقع قاعدة بيانات كرة القدم.إي يو (الإنجليزية)
- صلاح محسن على موقع ناشيونال فوتبول تيمز (الإنجليزية)
- صلاح محسن على موقع Soccerway.com (الإنجليزية)
- صلاح محسن على موقع عالم كرة القدم.نت (الإنجليزية)
- صلاح محسن على موقع أوليمبيديا (الإنجليزية)